# Кодима
Кодима (на украински: Кодима) е град в Южна Украйна, Подилски район на Одеска област.
Основан е през 1754 година. Населението му е около 9493 души.